# Karl Stark (Mediziner)
Karl Stark (* 19. Juli 1836 in Buttelstedt; † 15. Mai 1897 in Stephansfeld bei Brumath), vollständige Namensform eigentlich Carl Hermann Leopold Stark, war ein deutscher Psychiater.

## Leben
Starks Vater war Rittergutsbesitzer in Buttelstedt. 
Stark wurde nach seinem Medizinstudium, das er 1861 mit der Promotion abschloss, an der Universität Jena Assistenzarzt an einer Psychiatrischen Anstalt. Er war danach für kurze Zeit Militärarzt, bevor er sich ab 1866 zunächst in Weimar niederließ.
Er heiratete 1866 in Stuttgart Auguste Mährlen, eine Tochter von Johannes Mährlen. Aus der Ehe gingen 10 Kinder hervor.
Karl Stark wurde 1868 Direktor der Heilanstalt Kennenburg bei Esslingen. Fünf Jahre später ging er nach Stephansfeld, wo er bei Karl Pelman Oberarzt wurde. Nachdem Pelman 1876 die Direktion der Provinzialanstalt Grafenberg übernommen hatte, wurde Stark die Leitung der Anstalt in Stephansfeld übertragen, die er bis zu seinem Tode innehatte.
1886 erhielt er den Titel eines kaiserlichen Sanitätsrates. 